# Syntheta nigerrima
Syntheta nigerrima är en fjärilsart som beskrevs av Achille Guenée 1862. Syntheta nigerrima ingår i släktet Syntheta och familjen nattflyn. Inga underarter finns listade i Catalogue of Life.